# 城濮之战
城濮之战，是春秋时期诸侯国之间的一场战役。

## 战争背景
西元前633年，楚国攻打宋国，宋国向晋国急求援助。先轸认为帮助宋国是树立晋国威望的良机，说服晋文公援宋。楚国和曹、卫两国订立盟约。前632年，齐国和晋国结盟。
晋军攻下曹国，生擒曹共公。慑于晋国声威，曹、卫两国相继背叛楚国。楚成王为避免与晋国交战，命子玉将楚军撤出宋国。但子玉反而率军北上试图与晋军决战。
楚將宛春出謀，建議先向晉國要求復曹、衛兩國，楚軍解宋國之圍，這樣成功的話就可以令宋、曹和衛三國感激楚國，若晉國不允，則曹、衛、宋三國則怨恨晉國，這樣就可以進可攻退可守。子玉接受，派宛春為使，但被識破，反被晉軍智激，繼續猛攻。
昔日晋国公子重耳流亡到楚国时，楚成王询问他如果得到君位，如何報答楚国。重耳说今后如果在战场相见，他先主动撤退三舍（九十里）。晋楚交战时，晋文公（重耳）、先轸等如约率军先撤退三舍，楚国将领成得臣追击，在城濮（今山东省鄄城县西南临濮集）决战。根据这一故事，日后形成了成语“退避三舍”，指主动退避。

城濮之戰

## 战前部署

### 晋军
晋军战车700乘，秦、宋、齊三國亦派兵支援，全军由三部分组成：上军居右，以狐毛为将、狐偃为佐；中军居中，以先轸为将、郤溱为佐；下军居左，以栾枝为将、胥臣为佐。

### 楚军
楚军由左、中、右三军组成：左军为申、息军，以子西为将；右军为陈、蔡军，以子上为将；中军为楚军主力，由子玉坐镇。子玉自恃军力多过晋军，自以为必胜。

## 战斗经过
晋军首先发难。下军之佐胥臣率晋军左翼攻击楚方最弱的右翼。陈、蔡军败退，楚右军溃散。
晋上军之佐狐毛豎起两面大旗为讯号，栾枝依照部署命令战车拖曳着树枝后撤，掀起尘土佯装败逃。子玉不顾劝阻，令子西追赶晋军。冒进的楚军左翼完全暴露，遭晋军先轸、郤溱的中军横击；同时，狐毛、狐偃佯退的上军回兵夹攻子西左军，楚左军溃散。
楚军左翼、右翼完败，只剩按兵未动的中军。子玉见左、右军皆败，率中军和左、右军残部退回楚国。

## 战争结果及其影响
晋军占据楚军大营，三日后凯旋。不久，子玉自杀于连穀，晋文公闻讯大喜。五月，晋文公与鲁、齐、陈、宋、蔡、郑、卫、莒诸国君及周襄王会于践土，继齐桓公後称霸中原。
城濮之战使晋国声威大震，而楚国多年不敢进攻中原。晋国此战的胜利奠定了其霸业的基础。